# Städtisches Klinikum Solingen

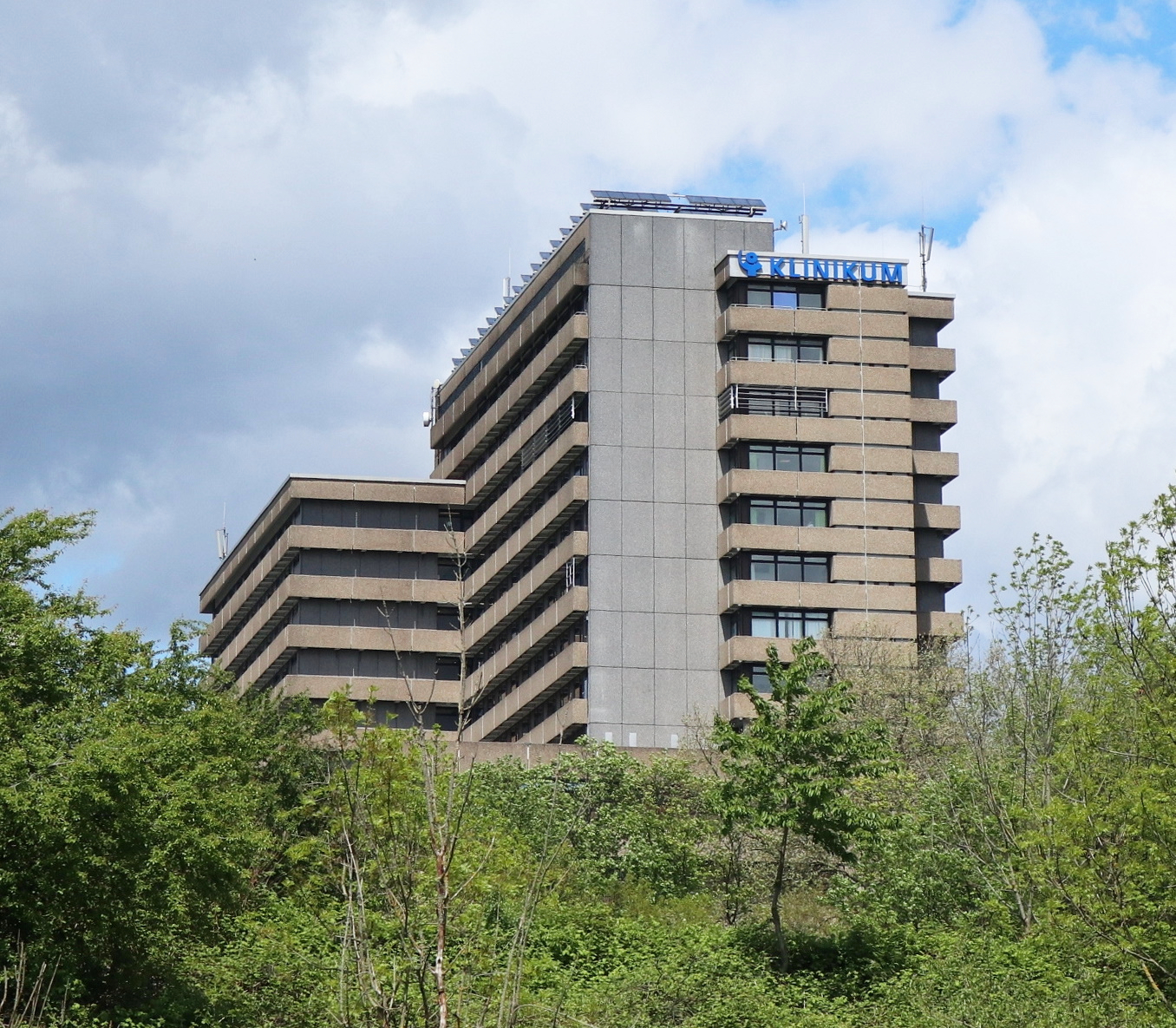
Städtisches Klinikum Solingen

Das Städtische Klinikum Solingen ist ein kommunales Krankenhaus im Stadtteil Gräfrath der bergischen Großstadt Solingen. Mit rund 2000 Beschäftigten in 20 Kliniken und medizinischen Fachabteilungen sowie einer Kapazität von etwa 600 Betten ist es das größte der Solinger Krankenhäuser. Außerdem ist das Klinikum akademisches Lehrkrankenhaus der medizinischen Fakultät der Universität zu Köln.
Das Krankenhaus wird seit 2007 in der Rechtsform einer gemeinnützigen GmbH geführt, deren Eigentümer die Stadt Solingen ist.

## Lage und Beschreibung
Das Städtische Klinikum Solingen befindet sich auf einem mehrere Gebäude umfassenden Gelände im Südwesten des Stadtteils Gräfrath nahe Wald und Solingen-Mitte. Das Hauptgebäude mit dem Haupteingang befindet sich an der Gotenstraße, westlich grenzt der Botanische Garten an das Krankenhausgelände an. Südlich verläuft die Korkenziehertrasse, ein Bahntrassenradweg, von dem aus ebenfalls ein Zugang zum Klinikum hin besteht. Mehrere Parkplatzflächen umgeben das Gelände, zusätzlich ist das Krankenhaus durch die Bushaltestelle Klinikum der Stadtwerke Solingen an den öffentlichen Personennahverkehr der Stadt angebunden. Die beiden Buslinien 692 und 693 binden das Klinikum zu den Hauptverkehrszeiten annähernd in einem Viertelstundentakt an die Stadtteile Mitte und Wald an.
Das Klinikum versorgt als Krankenhaus der Maximalversorgung mit 600 Betten und rund 2000 Mitarbeitern jährlich über 30.000 stationäre und 60.000 ambulante Patienten.

## Geschichte
Die Wurzeln des heutigen Städtischen Klinikums Solingen liegen in dem 1863 eingeweihten Krankenhaus an der Solinger Nordstraße, der heutigen Potsdamer Straße. Nach Beschluss der Stadtverordneten im Jahre 1858 wurde 1860 mit dem Bau dieses ersten, modernen Krankenhauses in der Geschichte der Stadt begonnen.:11 Eröffnet wurde das Krankenhaus mit zunächst 30 Betten am 1. Mai 1863. Durch eine Erweiterung des Gebäudes nach 1867 konnte die Bettenanzahl auf 120 erhöht werden. Dadurch konnten auch Patienten aus den benachbarten Städten des oberen Kreises Solingen, darunter Gräfrath, Wald, Höhscheid und Dorp (letztere 1889 nach Solingen eingemeindet) behandelt werden, die über kein eigenes Krankenhaus verfügten.
Zu Beginn des 20. Jahrhunderts setzte sich der damalige Solinger Oberbürgermeister August Dicke (Amtszeit 1896–1928) für den Bau eines neuen, gemeinsamen Krankenhauses für den gesamten oberen Kreis Solingen ein, da die Kapazitäten des Gebäudes an der Nordstraße begrenzt waren und er das Projekt als Zeichen für eine im Raum stehende Städtevereinigung ansah. Die Stadt Ohligs, die seit 1897 bereits über ein eigenes Krankenhaus an der Virchowstraße verfügte, verweigerte allerdings die Mitwirkung an dem Projekt. Schließlich einigten sich die Städte Solingen, Gräfrath, Wald und Höhscheid ohne eine Beteiligung der Stadt Ohligs auf die Umsetzung des Projektes. Als Standort wurde das wenig bebaute Gebiet zwischen Vogelsang und Herberg entlang der später ausgebauten Frankenstraße in der Stadt Wald ausgewählt, ein Standort, der sich zentral inmitten der vier Städte befand. Der Grundstein für das Bauvorhaben wurde im April 1913 gelegt, es entwickelte sich zu einem zentralen Notstandsprojekt zur Bekämpfung der wachsenden Arbeitslosigkeit während des Ersten Weltkriegs im Kreis Solingen. Der Neubau am Vogelsang öffnete mit zunächst 330 Betten im Jahre 1915.:11 Das ehemalige Krankenhaus an der Nordstraße wurde 1916 zum Stadthaus umfunktioniert, das schließlich im Jahre 2001 abgerissen wurde.:77
Am 1. August 1929 wurden die fünf Städte auf dem Gebiet der heutigen Stadt Solingen zur neuen Großstadt Solingen vereinigt. In diesem Zuge wurden aus dem Krankenhaus die Städtischen Krankenanstalten Solingen. Das Ohligser Krankenhaus wurde zunächst als Außenstelle in die Krankenanstalten integriert, bevor es 1934 geschlossen wurde.:10 Während des Zweiten Weltkriegs wurden die Städtischen Krankenanstalten an der Frankenstraße durch die Luftangriffe auf Solingen teils schwer beschädigt, das Gebäude wurde jedoch wiederaufgebaut. In der Nachkriegszeit wurde das Gebäude für das gewachsene Krankenhaus rasch zu klein, weshalb ab 1952 die Frauenklinik räumlich in das ehemalige Ohligser Krankenhaus verlagert wurde. Da in der wachsenden Stadt die Krankenhausbetten knapp wurden, entschied sich die Politik 1954 für den Neubau eines acht Stockwerke umfassenden Bettenhochhauses neben dem damaligen Hauptgebäude der Krankenanstalten. Das Haus entstand für 3,8 Mio. DM und konnte am 2. Juli 1956 eingeweiht werden.:32
In den 1960er und 1970er Jahren wurde das Haus umfangreich saniert und erweitert. Das neue Hauptgebäude an der Gotenstraße entstand im Jahre 1974, mit Baukosten in Höhe von insgesamt 100 Mio. DM war dies das teuerste Hochbauprojekt in der Solinger Nachkriegsgeschichte. Es ergänzte den Bestand der Krankenanstalten um 478 Betten und bildet seither das markanteste Gebäude des Krankenhauses. Der aus dem Jahre 1915 stammende Altbau an der Frankenstraße wurde nach Fertigstellung des Neubaus in der zweiten Hälfte der 1970er Jahre abgerissen. An seiner Stelle entstand ein weiterer Neubau bzw. Parkflächen. Im Jahre 1975 wurden die Städtischen Krankenanstalten in einen kommunalen Eigenbetrieb umgewandelt. Seit dem 3. Oktober 1977 ist das Klinikum akademisches Lehrkrankenhaus der Universität zu Köln.:53
Ab den 1990er Jahren wurden die Gebäude noch einmal grundlegend saniert und um Erweiterungsbauten ergänzt. Seit den 1990er Jahren tritt das Krankenhaus unter dem Namen Städtisches Krankenhaus Solingen auf, seit Anfang der 2000er Jahre als Städtisches Klinikum Solingen. Am 27. September 2007 wurde das Krankenhaus in die Rechtsform einer gemeinnützigen GmbH überführt. Eigentümer blieb weiterhin die Stadt Solingen. Da die Gesellschaft über mehrere Jahre hinweg Verluste einfuhr, wurde ab 2018 in der Solinger Kommunalpolitik über einen „Masterplan“ debattiert, der das Klinikum in wirtschaftlich solideres Fahrwasser führen soll. Auch (Teil-)Privatisierungen oder Kooperationen mit anderen Krankenhäusern wie dem Klinikum Leverkusen wurden diskutiert. Eine breite politische Mehrheit sprach sich jedoch dafür aus, das Klinikum in städtischer Hand zu halten. Ende 2020 wurde ein Investitionsprogramm vorgestellt, mit dessen Hilfe bis 2025 insgesamt 120 Mio. Euro in das Klinikum investiert werden soll.
Nach der Schließung der St.-Lukas-Klinik in Solingen-Ohligs im Dezember 2023 übernahm das Städtische Klinikum Solingen von dort zwei Fachkliniken und Personal. So wechselten die Neurologie und die Neuroradiologie an das Städtische Klinikum Solingen, zudem mehrere hundert Mitarbeiter der ehemaligen St.-Lukas-Klinik, wodurch die Beschäftigtenzahl des Klinikums Solingen auf ca. 2000 anwuchs. Vor dem Hintergrund der gewachsenen Bedeutung des Städtischen Klinikums Solingen überreichte das NRW-Gesundheitsminsterium Ende 2024 einen Förderbescheid über 85 Mio. Euro für den Neubau eines Bettenhauses.

## Kliniken und Zentren
Das medizinische Leistungsspektrum des Städtischen Klinikums Solingen umfasst insgesamt 16 verschiedene Fachkliniken sowie zusätzlich diverse angegliederte Zentren. Auf dem Campus des Klinikums befindet sich ferner seit 2019 das Behandlungszentrum Solingen der LVR-Klinik Langenfeld, das über medizinische Angebote im Bereich Psychiatrie und Psychotherapie verfügt.

### Fachkliniken
- Allgemein- und Viszeralchirurgie
- Anästhesiologie, OP-Intensiv-, Palliativmedizin
- Frauenheilkunde
- Gastroenterologie, Onkologie
- Geburtshilfe
- Gefäß- und Endovaskuläre Chirurgie
- HNO, Kopf-, Hals- & Schilddrüsenchirurgie
- Kardiologie
- Kinder- und Jugendmedizin
- Nephrologie
- Neurochirurgie
- Neurologie
- Neuroradiologie
- Pathologie
- Radiologie
- Unfallchirurgie, Orthopädie, Handchirurgie
- Urologie

### Zentren
- Krebszentrum Solingen
- Darmkrebszentrum
- Bergisches Brustzentrum
- Urologisches Krebszentrum
- Gynäkologisches Krebszentrum
- Pankreaszentrum
- Sport-Orthopädie
- Endoprothetikzentrum
- Traumazentrum

## Trivia
Seit 1978 sendet im Städtischen Klinikum Solingen ein von der Landesanstalt für Medien Nordrhein-Westfalen lizenzierter Krankenhausfunk. Die Studiowelle 2 wird vom gleichnamigen Verein ehrenamtlich betrieben. Das Sendestudio befindet sich innerhalb des Klinikums.